# Christmas Party (Francesca Michielin)
Christmas Party è un singolo della cantante italiana Francesca Michielin, pubblicato il 11 novembre 2024 per Amazon Music. Il brano è stato pubblicato come singolo radiofonico il 13 dicembre 2024.

## Descrizione
Il singolo, reinterpretazione dell'omonimo brano scritto da Laura Veltz, Tori Kelly e Jimmy Robbins, è il primo della cantante di musica natalizia. In un'intervista a Harper's Bazaar Italia la cantante ha dichiarato:

## Accoglienza
Ambra Cianfoni di All Music Italia scrive che con il brano si riscontri «un’ennesima prova di talento per una voce sempre impeccabile», trovandola «brillante e scintillante» e «adatta perfettamente alla lingua inglese».

## Tracce
Testi e musiche di Laura Veltz, Tori Kelly e Jimmy Robbins.
1. Christmas Party – 3:30

## Classifiche
| Classifica (2024) | Posizione massima |
| ----------------- | ----------------- |
| Italia            | 7                 |